# 骆仙街道
骆仙街道，是中华人民共和国湖南省郴州市北湖区下辖的一个乡镇级行政单位。

## 行政区划
骆仙街道下辖以下地区：
铜坑湖村、杉山岭村、欧冲村、骆仙铺村、城前岭村、长冲村、塘尾村、槐树下村和海泉村。

## 交通
- 京广铁路：郴州南站